# منتخب أوكرانيا للباندي
منتخب أوكرانيا الوطني للباندي (بالأوكرانية: Збірна України з хокею з м'ячем)‏ هو ممثل أوكرانيا الرسمي في المنافسات الدولية في الباندي في فئة الباندي للرجال.